# Catherine Day (actrice)
Pour les articles homonymes, voir Catherine Day.

Catherine Day est une actrice française de théâtre, cabaret, cinéma et télévision, formée aux cours de Raymond Girard, Raymond Gérôme et Jean Le Poulain. Membre depuis le début des années 1980 de la troupe du Théâtre de la Huchette, elle y interprète en alternance les deux bonnes du spectacle Ionesco (La Cantatrice chauve et La Leçon). Au cinéma, où elle est longtemps l'interprète de prédilection de Jean-Charles Tacchella, elle s'est spécialisée dans les emplois de femmes de caractère, à la poigne solide et au franc-parler certain. Dans Cour d'assises, elle est l'ébouriffante mère de Xavier Deluc, chassant à coups de fusil son fils venu lui demander l'hospitalité pour une nuit ou deux.

## Filmographie

### Cinéma
- 1969 : Les Derniers Hivers de Jean-Charles Tacchella (court métrage)
- 1975 : Cousin, cousine de Jean-Charles Tacchella
- 1978 : Alertez les bébés ! de Jean-Michel Carré
- 1981 : La Derelitta de Jean-Pierre Igoux
- 1983 : Jeans Tonic de Michel Patient
- 1985 : Il était une fois le diable de Bernard Launois
- 1995 : Les Deux Orphelines vampires de Jean Rollin
- 2007 : 72/50 d'Armel de Lorme et Gauthier Fages de Bouteiller

### Télévision
- 1986 : Cour d'assises de Jean-Charles Tacchella (dans la série L'Heure Simenon)
- 1989 : Les dessous du HLM de Roger Kahane (dans la série Intrigues)

## Théâtre
- 1959 : La Punaise de Vladimir Maïakovski, mise en scène André Barsacq, Théâtre de l'Atelier
- 1960 : La Quadrature du cercle de Valentin Kataïev, mise en scène Stéphane Ariel, Théâtre des Arts
- 1983 : Erreur judiciaire de Maurice Blum, mise en scène Dominique Nohain, Théâtre Tristan Bernard
- 1989 : Le Grand Standing de Neil Simon, mise en scène Michel Roux,   Théâtre des Nouveautés